# 巴蒂福洛
巴蒂福洛（義大利語：Battifollo），是意大利库内奥省的一个市镇。总面积11平方公里，人口243人，人口密度22.1人/平方公里（2009年）。ISTAT代码为004015。